# Ecnomus furcatus
Ecnomus furcatus är en nattsländeart som beskrevs av Georg Ulmer 1930. Ecnomus furcatus ingår i släktet Ecnomus och familjen trattnattsländor. Inga underarter finns listade i Catalogue of Life.